# ロックマン3 Dr.ワイリーの最期!?
『ロックマン3 Dr.ワイリーの最期!?』（ロックマンスリー ドクターワイリーのさいご!?、ROCKMAN 3）は、1990年9月28日に日本のカプコンから発売されたファミリーコンピュータ用横スクロールアクションゲーム。
同社の『ロックマンシリーズ』第3作目である。主人公のロックマンを操作し、愛犬「ラッシュ」と共に未知の惑星で反乱を起こしたロボットたちを倒すことを目的としたゲーム。前作からさらにステージ数やボス戦が増加し、さらにストーリー性が重視されるなど演出面が向上している。
開発はカプコン第二企画制作課が行い、プロデューサーは藤原得郎、企画は黒川真圭、音楽は藤田靖明、キャラクター・デザインは稲船敬二が担当している。また『2』まで企画を担当した北村玲は会社を退職する際、黒川から今あるアイデアを聞かせておいてくれと頼まれ、ゲームシステムを変更しないことやブルースやラッシュのアイデアなどを伝えたという。
1999年にプレイステーションに移植された他、2005年以降は携帯電話ゲームとして配信された。またバーチャルコンソール対応ソフトとしてWii、ニンテンドー3DS、Wii Uにて配信された他、ゲームアーカイブス対応ソフトとしてPlayStation Portable、PlayStation 3にて配信された。

## 概要
ステージは8つの選択ステージ、選択式の?ステージ（4ステージ）、ブレイクマンとの対決ステージ、ワイリーステージ（6ステージ）の計19のステージから構成される。
ステージ数やボス戦数の多さなどはシリーズ中でも指折りである。今作からキャラクターの詳細な設定が多く発表されており、以降の重要キャラクターであるブルースが初登場したことも加え、イベントなどの演出面がよりストーリー性を帯びるようになった。
説明書とエンディングでDr.ライトナンバーズロボットデータファイルで紹介されている。ライト博士のデータが公式設定されたために記載された。

## ストーリー
2回にわたる世界征服に失敗したDr.ワイリーは改心し、ライト博士と協力して平和のためのロボットの開発を進めていた。
ところが、突如未知の惑星で作業を行っていたロボットたちが反乱を起こす。ライト博士からの知らせを受けたロックマンは愛犬「ラッシュ」を連れ、再び戦いに赴いた。
しかし行く先々で謎の赤いロボットが立ち塞がる。果たして、彼は一体何者なのか。

## ゲーム内容

### システムの変更点
システム
- 新アクションとして「スライディング」が登場。ロックマンが直立した状態で、十字ボタンの下を押しながらAボタン[注釈 1]を押すことでスライディングができる。スライディング中は移動速度が上がる他、段差の低い通路を通れるようになった。
  - 『大乱闘スマッシュブラザーズ for Nintendo 3DS/Wii U』では、ロックマンの下強攻撃として登場しており、移動を兼ねた攻撃となっている。
- 移動アイテムに変身してくれるサポートメカの「ラッシュ」が登場。後のシリーズのサポートメカはラッシュのままになっている。
- 攻撃すると中からランダムでアイテムが出る「?缶」が登場。このアイデアは後のエディーに受け継がれる。

その他
- 武器選択画面で武器名がアルファベット2文字表記になった(1文字だと同じアルファベットになる武器があるため)。また、選択時に武器のイメージマークが現れるようになり、武器を選びやすくなった。
- ゲームオーバーになった同時に、パスワードが表示されるようになった（『6』まで継続）。
- 残機が2桁以上、E缶が最大9個まで保有可能、保有数も数字で表されるようになった。また、ゲームオーバーになってもストックがリセットされることがなくなった。また本作でもライフ全快時に選択すると消費してしまう。
- ライフが0になった時の爆発の色が、その時の装備武器に関係なく白一色になった。
- ロックマンと敵、双方の被ダメージ量が抑えられている。
- ボスにダメージを与えた際に無敵時間が発生するようになった（無敵時間がないボスや、無敵時間が発生しない武器もある）
- はしごの上り下りのスピードが増した。また、はしごのデザインが変わった（以降『6』までこのデザイン）。
- 落下時に徐々に落下速度が増すことが無くなった。
- ロックマンの操作時などの効果音が変わった（『ロックマン6』まで継続。なお、『ロックマン9』『ロックマン10』では、エネルギー回復音やロックバスター発射音などが『ロックマン2』までのもので、1UP・エネルギー缶取得音やミス時の爆発音は本作～『6』の物を使用している）。
- シャッターの開け閉めの速度が速くなった。
- 『2』までは歩行中のロックマンが停止した際に、通常の床でも若干滑っていたが、今作よりその場で停止するようになった。
- PS版ナビモードでは、一部ステージで原曲と異なるものがアレンジ曲として使用されている。

### 特殊武器
ニードルキャノン（Needle Cannon）（NE）- ニードルマンを撃破 - 消費エネルギー（1/4）
正面に針状の弾を発射する。燃費が良く3連射まで可能で、ボタンを押している間は撃ちつづける。

マグネットミサイル（Magnet Missile）（MA） マグネットマンを撃破 - 消費エネルギー（2）
U字型磁石の形をした、磁力探知式サーチ型ミサイルを前方に発射。ミサイルと同じY座標上に敵がいる場合、その方向に1回だけ垂直に方向転換して敵へ向かう。敵が完全に無敵の状態の場合や体の一部にしかダメージを与えられない場合などはサーチできない。2連射まで可能だが、1発辺りの消費エネルギーが少なくない。

ジェミニレーザー（Gemini Laser）（GE）- ジェミニマンを撃破 - 消費エネルギー（2）
地形に接触すると反射するレーザーを発射する。1回目は斜め上45°に反射し、それ以降は90°に反射する。合計10回反射すると地形を突き抜けて画面外へ飛び去っていく。威力は高いが画面内に1発しか撃てない上、レーザーが消えるまでメニュー画面を開くことができないため、外すとしばらく一切の攻撃が出来ず無防備な状態になってしまう。

ハードナックル（Hard Knuckle）（HA）- ハードマンを撃破 - 消費エネルギー（2）
ロックマンの片腕にエネルギーを込めてそのまま発射する。発射後は十字キーの上下入力で任意の方向に僅かだが軌道修正ができる。発射時に隙がある上に初速も遅く連射も利かないが、威力は非常に高く特定のブロックを破壊できる。
『大乱闘スマッシュブラザーズ for Nintendo 3DS/Wii U』では、ロックマンの下空中攻撃として登場する。ロックマンの真下に向けてパンチを放ち、相手を下方向へふっ飛ばすものとなっている。

タップスピン（Top Spin）（TO）- タップマンを撃破 - 消費エネルギー（1）
ロックマンシリーズ史上初の近接型武器で、シールドシステムを利用した武器。空中でボタンを押すことでロックマン自身が着地まで独楽のように回転し、その間に任意で体当たりを仕掛けて攻撃する。タップマンのそれとは異なり、敵の弾を防ぐことはできず、地上でも使用できない。
威力は非常に高く、ほとんどの雑魚敵を一撃で撃破できるが、側面から接触した場合は被ダメージ時のようにノックバックが発生する。発動中は常に攻撃判定が発生しており連続ヒットするため、無敵時間のない敵の場合は瞬時に大ダメージを与えることも可能。しかしボスや無効な敵など、一撃で倒せない敵に仕掛けた場合は相打ちとなってロックマン自身もダメージを受けてしまう。
武器エネルギーは回転中に敵と接触した時に初めて消費する。1回辺りの消費量は1メモリ分だが、敵かロックマンが被ダメージ後の無敵時間の最中に仕掛けた場合は前述の性質から連続で接触したことになるため、結果的に武器エネルギーが大量に消費されてしまうという現象が起きる。
『大乱闘スマッシュブラザーズ for Nintendo 3DS/Wii U』では、ロックマンのダッシュ攻撃として登場する。地上での使用となっている所は原作と異なっている。

サーチスネーク（Search Snake）（SN）- スネークマンを撃破 - 消費エネルギー（1/2）
地形（天井は除く）に沿って移動するヘビ形の弾を発射する。最大3連射まで可能。

スパークショック（Spark Shock）（SP）- スパークマンを撃破 - 消費エネルギー（1）
ロボットの回路をショートさせる電気弾。ヒットすると一定時間対象の動きを止めることができる。絶縁された敵には効果が無い。またショート状態の敵に別の敵が接触すると、後者にショートが入れ替わるという性質を持つ。この武器を弱点とするボス以外、基本的にダメージは与えられない。また、動きを止めた敵が画面内にいる間はメニュー画面を開くことができない。
『大乱闘スマッシュブラザーズ for Nintendo 3DS/Wii U』では、ロックマンの上スマッシュ攻撃として登場するが原作とは攻撃方法が全く異なっている。ロックマンが両腕をロックバスターに切り替え、電気を帯びた針を頭上で交差させて放電するというものであり、オリジナルのスパークマンの動作に近い。両腕をロックバスターにするとオーバーヒートしてしまうため、このワザの直後にバスターから煙を出して廃熱処理をするというモーションがある。

シャドーブレード（Shadow Blade）（SH）- シャドーマンを撃破 - 消費エネルギー（1/2）
手裏剣状のカッターを投げつける。高速で直線状に飛び、十字キー入力で正面・斜め上・真上の3方向に任意で投げ分けが可能。射程制限があり、射程限界まで達すると一度通った軌道を折り返して戻ってくる。ブーメランのように手元に戻ってくるわけではない。連射力や射程制限は勝手が悪いが、燃費が良く弱点とするボスも多い。
『大乱闘スマッシュブラザーズ for Nintendo 3DS/Wii U』では、ロックマンの通常必殺ワザのカスタマイズの一つとして登場する。

### その他の特殊武器
ラッシュ出現中はロックバスターを発射できる。ただし連射数は2発までになる。
ラッシュコイル（Rush Coil）（RC）- 初期装備 - 消費エネルギー（3）
上に乗ると大ジャンプできる。

ラッシュマリン（Rush Marine）（RM）- シャドーマンを撃破 - 消費エネルギー（-）
小型の潜水艇に変化し、乗り込むことで水中を自在に移動することができる。水上では呼べないが、水中で乗り込んだ後に水面からジャンプすることで、水上に出ることも可能（ただし水上での移動はジャンプのみとなる）。乗り込んでいる間はダメージを受けてもノックバックがない。ただラッシュジェットでも問題なく水中で使用できる。

ラッシュジェット（Rush Jet）（RJ）- ニードルマンを撃破 - 消費エネルギー（-）
上に乗ると十字キーで自在に飛行可能。ラッシュは1度乗った後は、降りてもロックマンと縦位置を合わせて移動する。広大な穴やトゲ地帯を越える以外にも、狭い足場を渡る際の落下防止、ボスなどの高い場所にある弱点への攻撃、座標を微調整しながらの攻撃など、様々な用途に使用可能。またロックマンの足が触れていない間はエネルギーを消費しないため、ジャンプしながら操縦することでエネルギー消費を大幅に抑えられる。

### 裏技
- 2コントローラーの十字キーの右（→）を押しっ放しにすると、落とし穴に落ちてもミスにならない。また、その状態で敵や弾がロックマンの真上にあたる位置にくると、死亡した際の効果音が鳴って体力ゲージが0になるが、ロックマン本人は死亡せず、そのままプレイが続行できる。以降は敵に接触したり攻撃を受けたりしても体力ゲージの下限が消滅しているので体力は無限も同然となり、事実上の無敵状態となる。ただし、以下のような条件や制約がある。
  - 棘に接触すると死亡する。
  - 体力ゲージが無くなるとロックバスターを撃てなくなるので、ボスを倒すには特殊武器を使うかラッシュを呼ぶ必要がある。
  - 体力回復アイテムを獲得すると体力ゲージが復活するため、その時点で無敵状態が無効になる。
  - 無敵状態の裏技は予め設定されている特定の場所でのみ可能であり、全てのステージで有効なわけではない。
- 2コントローラーの十字キーの右（→）を押しっ放しの状態で1コントローラーのAボタンを押すとハイジャンプが可能。

## 登場キャラクター

### メインキャラクター
DRN.001 ロックマン（Rockman）

Dr.ライト（Dr.Right）
イベントシーンで登場。
DRN.002 ロール（Roll）
エンディングのみに登場。

DRN.000 ブルース（Blues）
マグネットマン、シャドーマン、ハードマンのステージで中ボスとして出現するロボット。ある程度ダメージを与えると道を切り開いて立ち去る。ジェミニマンステージでは戦闘にはならず、道をふさぐシャッターを破壊して立ち去る。登場前には口笛を吹く演出が挿入される。PS版ではナビゲーターも務める。

Dr.ワイリー（Dr.Wily）

### ボスキャラクター
DWN（Dr.ワイリーナンバーズ）とはいうものの、設定上ではDr.ライトとDr.ワイリーの共同製作である。今作のみ、弱点相関図が大きく2グループに独立している。また、そのボス自身の特殊武器に弱い（例：ニードルマンにニードルキャノン、マグネットマンにマグネットミサイル）ため、最終ステージでの再戦時には本来の弱点武器より有利に戦える場合もある。
DWN.017 ニードルマン（Needleman）
長所：チクチク攻める / 短所：口が悪い / 好き：裁縫 / 嫌い：注射
鉱山などで働いていた削岩用ロボットを戦闘用に改造したもの。その際にメタルマンの攻撃プログラムが移植された。またエアーマンタイプのボディをしており、その結果針が付いた頭とずっしりとした外見からは想像できないほど身軽であり、すばやい動きで翻弄しつつ両腕のバスターから特殊武器のニードルキャノンを連射して攻撃する。ニードルキャノンは岩盤掘削用の針型徹甲弾で、厚さ30センチのコンクリートをもぶち破る。頭部にはチェーンで繋がれたニードルハンマーが仕込まれており、接近した後ハンマーを飛ばして攻撃する。
非常に攻撃的な性格の持ち主である。

DWN.018 マグネットマン（Magnetman）
長所：管理力がある / 短所：方向音痴 / 好き：指圧、マッサージ / 嫌い：フロッピーディスク
磁力を自在に操る戦闘ロボット。強力な磁力を発生させ、ロックマンを引き寄せる。また自身が天井に張り付き、特殊武器である磁石型の巨大なホーミング弾マグネットミサイルを発射して攻撃する。
元々は屑鉄処理用のロボットである。性格は大雑把である。時々寝ぼけて頭の磁石で天井に張り付くことがある。ロボットだが、いつも健康に気をつけている。
PS版のナビモードでは、『ロックマン7』のクラウドマンステージのアレンジ曲が使用されている。

DWN.019 ジェミニマン（Geminiman）
長所：上品 / 短所：自惚れが強い / 好き：鏡、光り物 / 嫌い：蛇
元々は高出力ビームを用いた硬質物破砕用のロボットで、それをワイリーが戦闘用に改造したもの。
壁などで反射する強力なビーム兵器ジェミニレーザーを装備している。これはライト博士が偶然発見した反応素子を加速化させたもので、敵の思考に反応してダメージを与える。さらに、ホログラフ映写装置を搭載され、分身を作ることができる。
冷静だが、派手好きな所があり、少しナルシスト。「分身するのは自分の姿をよく見たいため」との噂も。
『ロックマン10 宇宙からの脅威!!』では、過去のシリーズに登場したボスロボットたちの能力をコピーしたボス・ウェポンアーカイブのコアの一体として登場。

DWN.020 ハードマン（Hardman）
長所：口が堅い / 短所：面倒臭がり屋 / 好き：相撲 / 嫌い：水泳
セラミカルチタンを使用した超硬化ボディを自慢にしている整地作業用ロボット。
3tもの体重がある身体を小型ロケットでジャンプさせ、急降下ボディプレスで攻撃する戦いを得意とする。機動力はない。両腕からはロケットパンチ・ハードナックルを放つ。正々堂々の勝負を好む豪傑ロボット。またボディが硬いために多くの特殊武器が効かない。
ボディプレスが地面に激突した直後に倒すと稀にフリーズしてしまうバグがある。

DWN.021 タップマン（Topman）
長所：根回しが良い / 短所：お調子者 / 好き：アイススケート / 嫌い：ダンスの下手な奴
特殊バリアの試験用として作られたロボット。オートバランサーが装備されており、体を高速で回転させて敵の攻撃をはね返す擬似シールドタップスピンが特殊武器。しかし目が回ってしまうことと高速で回転し続けると内部メカに負担がかかるのであまり長時間回転できないらしい。このほかに頭部からコマを飛ばして攻撃できる。
頭からコマを飛ばすことができるので正月には人気者。開発段階では現在と違う行動パターンが作られていた。
PS版のナビモードでは、『ロックマン7』のオープニングステージのアレンジ曲が使用されている。

DWN.022 スネークマン（Snakeman）
長所：慎重な性格 / 短所：執念深い / 好き：トードマン / 嫌い：ナメクジ
地形調査用のロボットをDr.ワイリーが戦闘用に改造したヘビ型ロボット。身が軽く行動範囲を選ばない。
地形調査用メカをバブルリードの技術を用いて改造した、蛇型特殊弾頭サーチスネークが特殊武器。慎重に策を練り、しつこくじわじわと相手を追い詰める地道な戦いが得意。正統派を好むハードマンとは仲が悪い。

DWN.023 スパークマン（Sparkman）
長所：仲間思い / 短所：忘れっぽい / 好き：ナマズ、ウナギ / 嫌い：孤独
充電用の作業用ロボットを戦闘用に改造したもの。とても大きな発電力を持ち、実にエレキマンの2倍の電気を出せる。改造後はスパークショックなどの放電攻撃までできるようになっているが、常に電気を垂れ流していないとショートしてしまう構造。
思考回路にムラがあるらしく、戦闘以外はボーっとしている。普段はおとぼけ屋としてみんなを笑わせている。仲間のロボットのエネルギーの補給も行っている。

DWN.024 シャドーマン（Shadowman）
長所：変わり身が早い / 短所：考えが浅い / 好き：人を驚かせる / 嫌い：つまらない仕掛け
いつの間にか作業現場にいたロボットで、ほとんどデータが存在しない謎のロボット。そのため地球外文明によって造られたロボットをDr.ワイリーが開拓作業中に発掘、手を加えてワイリーナンバーズに登録したという噂もある。
外見は忍者をモチーフとした姿をしている。軽いステップからスライディングまたは特殊武器のシャドーブレードで攻撃してくる。単純な動きであるが前の動作でスライディングかシャドーブレードかを判断することが難しく、そのすばやいスピードも加わってかわすことは非常に困難である。シャドーブレードは巨大な手裏剣状のブレードで、メカの機能を狂わせる液体が塗ってある。

#### その他のボスキャラクター
ドクロボットK-176（Doc Robot K-176）
内部のプログラムデータを入れ替えることでどんなロボットの性能もコピーできるという、骸骨型をした驚異の汎用性を持つロボット。
ゲーム内では特殊武器有りボス8体を全て倒した後、改良されたスパークマン、シャドーマン、ジェミニマン、ニードルマンステージにそれぞれ2体ずつ出現し（その際は再びステージ選択画面で選んで行けるようになる）、前作『ロックマン2』に登場したメタルマンなどの特殊武器を持つボス8体のデータをコピーし、外見こそ変化しないが、それぞれのコピーした特殊武器有りボスの攻撃パターンや特殊武器を使用して戦う。通常のボスより身体が一回りほど大きく、行動パターンの微妙な変化（攻撃間隔のズレなど）や戦う場所の地形の違いで、オリジナルより手強くなっていたり、逆に弱体化していたりする。
弱点はコピーした特殊武器有りボスによって異なる。

ブレイクマン（Breakman）
8体のドクロボットを倒すと現れるボス。口をマスクで覆い隠しているが、その姿はブルースに酷似しており、登場時に口笛を吹く演出やその戦闘パターン、戦闘時にエネルギーゲージが表示されないという点もブルースと同じであるが、公式に正体は明言されていない。なお、本作のみの登場であり、以降の作品からは登場していない。

カメゴロー&カメゴローメーカー（Kamegoro & Kamegoro Maker）
ワイリーステージ1のボス。亀型の水質調査用小型メカであるカメゴローと、それを単体で生産する能力を持つメーカーの組み合わせ。メーカーによって作られたカメゴローは次々とロックマンに襲い掛かる。メーカー自体は無敵だが、カメゴローが全機破壊されると自爆する。

イエローデビルMk-II（Yellow Devil Mk-II）
ワイリーステージ2のボス。『ロックマン』に登場したイエローデビルの後継機。分裂、合体のパターンを増しているが、合体時に移動できない点はそのままであり、合体パターンを追加された物を除いて分裂時のタイミングが遅くなり、スライディングもあるので回避しやすくなっている。また、合体が完了するまで本体にダメージ判定は無い。弱点である目は瞬きをして隠すこともあるが、出現位置は一定になって当てやすくなっている。

ホログラフロックマンズ（Holograph Rockmans）
ワイリーステージ3のボス。『ロックマン』に登場したコピーロボットと2体のホログラフのチームで戦う。数が3体に増え、定期的に入れ替わりつつ多方向からロックマンを攻撃する。2体のホログラフには攻撃が効かないため、コピーロボットを探しながら攻撃することになる。こちらの装備にあわせて色は変化するが、特殊武器はコピーしない。

ワイリーマシン3号（Wily Machine 3）
ワイリーステージ5のボス。ボディの両側に備えられた巨大な杭を突き立てて移動するという奇抜な歩行システムが採用された、対ロックマン用兵器。通常時は下部にある砲台から回転する光弾で攻撃してくるが、その砲台が同時に弱点でもある。砲台を破壊されるとコクピットが露出し、プレス攻撃を仕掛けてくるようになる。ロックマンの攻撃範囲を想定し、攻撃の届かない高い場所にコクピットを作ったが、自由に飛ぶことができるラッシュジェットの存在は想定していなかった。なお、操縦しているのはワイリーのダミー体。
別名「カニ道楽」。

ガンマ（γ / Gamma）
最終ステージのボス。Dr.ライトとDr.ワイリーが平和のために共同開発した巨大ロボットであり、それをワイリーが奪って対ロックマン用兵器として改造した。しかし最終決戦の時点で左腕しか動かない未完成の状態である。8つの未知の惑星に散らばるエネルギー元素を合成して与えれば動き出す。
最初は小さな頭のガンマ1号が現れ、それを倒すとワイリーの乗る電子頭脳メカと合体した本当の姿であるガンマ2号が襲ってくる。形態変化のあるボスとしては珍しくライフを共有しており、半分までダメージを与えた時点で2号に変化する。2号のトゲの付いた左腕の攻撃は絶大な威力であり、ロックマンを一撃で粉砕する（叩き付けられず自分から接触しても即ミスとなる）。ガンマ1号の弱点は頭であり、ガンマ2号の弱点は電子頭脳に空いているコックピット部分であるが、2号ではロックバスターの攻撃が効かず、効果のある特殊武器も2種類しか効かない。

## 移植版
| No. | タイトル                                                                   | 発売日                                         | 対応機種                                                   | 開発元               | 発売元   | メディア                                                | 型式                              | 備考                                                 |
| --- | -------------------------------------------------------------------------- | ---------------------------------------------- | ---------------------------------------------------------- | -------------------- | -------- | ------------------------------------------------------- | --------------------------------- | ---------------------------------------------------- |
| 1   | ロックマンメガワールド Mega Man: The Wily Wars PAL Mega Man: The Wily Wars | 1994年10月21日 1994年12月31日 PAL 1995年4月3日 | メガドライブ                                               | 水口エンジニアリング | カプコン | 16メガビットロムカセット                                | T-12053 T-12046-50                |                                                      |
| 2   | ロックマン3 Dr.ワイリーの最期!?                                            | 1999年9月14日                                  | PlayStation                                                | インテック           | カプコン | CD-ROM                                                  | SLPS-02262                        |                                                      |
| 3   | ロックマン3 Dr.ワイリーの最期!? PS one books                               | 2003年5月29日                                  | PlayStation                                                | インテック           | カプコン | CD-ROM                                                  | SLPM-87258                        | 廉価版                                               |
| 4   | Mega Man Anniversary Collection                                            | 2004年6月23日                                  | PlayStation 2 ゲームキューブ                               | Atomic Planet        | カプコン | DVD-ROM 8センチ光ディスク                               | PS2:SLUS-20833 GC:DL-DOL-G6QE-USA | 他シリーズの9作品との合同収録作。PlayStation版を収録 |
| 5   | Mega Man Anniversary Collection                                            | 2005年3月15日                                  | Xbox                                                       | Atomic Planet        | カプコン | DVD-ROM                                                 | -                                 | 他シリーズの9作品との合同収録作。PlayStation版を収録 |
| 6   | ロックマン3 Dr.ワイリーの最期!?                                            | 2005年4月1日                                   | iアプリ ボーダフォンライブ! （Vアプリ）                    | カプコン             | カプコン | ダウンロード （カプコンパーティ） （カプセル@カプコン） | -                                 |                                                      |
| 7   | ロックマン3 Dr.ワイリーの最期!?                                            | 2006年1月27日                                  | W32K、W31CA他 （EZアプリ）                                 | カプコン             | カプコン | ダウンロード （クラブ☆カプコン）                        | -                                 |                                                      |
| 8   | ロックマン3 Dr.ワイリーの最期!?                                            | 2008年9月1日                                   | iアプリ                                                    | カプコン             | カプコン | ダウンロード （カプコンパーティ）                       | -                                 | おまけモード付                                       |
| 9   | ロックマン3 Dr.ワイリーの最期!?                                            | 2008年11月4日 2008年11月10日 2008年11月14日    | Wii                                                        | カプコン             | カプコン | ダウンロード （バーチャルコンソール）                   | -                                 |                                                      |
| 10  | ロックマン3 Dr.ワイリーの最期!?                                            | 2009年4月3日                                   | Yahoo!ケータイ                                             | カプコン             | カプコン | ダウンロード                                            | -                                 | おまけモード付                                       |
| 11  | ロックマン3 Dr.ワイリーの最期!?                                            | 2009年4月2日                                   | EZアプリ                                                   | カプコン             | カプコン | ダウンロード                                            | -                                 | おまけモード付                                       |
| 12  | ロックマン3 Dr.ワイリーの最期!?                                            | 2010年4月28日 2011年3月8日                     | PlayStation 3 PlayStation Portable （PlayStation Network） | インテック           | カプコン | ダウンロード （ゲームアーカイブス）                     | -                                 | PlayStation版の移植                                  |
| 13  | ロックマン3 Dr.ワイリーの最期!?                                            | 2012年9月26日 2013年3月14日                    | ニンテンドー3DS                                            | カプコン             | カプコン | ダウンロード （バーチャルコンソール）                   | -                                 | ファミリーコンピュータ版の移植                       |
| 14  | ロックマン3 Dr.ワイリーの最期!?                                            | 2013年5月1日 2013年6月11日                     | Wii U                                                      | カプコン             | カプコン | ダウンロード （バーチャルコンソール）                   | -                                 | ファミリーコンピュータ版の移植                       |
| 15  | ロックマン クラシックス コレクション                                       | 2016年2月23日 2016年2月25日                    | ニンテンドー3DS                                            | Digital Eclipse      | カプコン | 3DSカード                                               | -                                 | 他シリーズの5作品との合同収録作                      |
| 16  | ロックマン クラシックス コレクション                                       | 2015年8月25日 2016年5月26日                    | PlayStation 4 Xbox One Steam                               | Digital Eclipse      | カプコン | ダウンロード                                            | -                                 | 他シリーズの5作品との合同収録作                      |
| 17  | ロックマン クラシックス コレクション                                       | 2018年5月22日 2018年5月24日                    | Nintendo Switch                                            | Digital Eclipse      | カプコン | ゲームカード ダウンロード                               | -                                 | 他シリーズの5作品との合同収録作                      |

## スタッフ
- キャラクター・デザイン：INAFKING（稲船敬二）、YASUKISHI（岸本泰明）、TOKIMI293、ZIZI（岩崎あけみ）、DONCHAN（木嶋美紀）
- 音楽：BUNBUN（藤田靖明）
- プログラマー：桑名正、A.M.、KERO KERO
- 企画：PATARIRO（黒川真圭[19]）
- サブ企画：HATUKOOCHAN、BAMBOO（竹中善則）、INAFKING（稲船敬二）
- スペシャル・サンクス：Mrs. Tarumi（藤田晴美）、JYAGUA、TAKEPONG、ASHENDEN、KOBA WIN、ARIBON、YACCHAN Z.、IRIKO-CHAN

## 評価
ゲーム誌『ファミコン通信』の「クロスレビュー」では合計23点（満40点）、『ファミリーコンピュータMagazine』の読者投票による「ゲーム通信簿」での評価は以下の通りとなっており、23.52点（満30点）となっている。
| 項目 | キャラクター | 音楽 | 操作性 | 熱中度 | お買得度 | オリジナリティ | 総合  |
| 得点 | 4.27         | 3.93 | 3.98   | 4.08   | 3.73     | 3.53           | 23.52 |

## 攻略本
- ロックマン3 完全攻略テクニックブック - 徳間コミュニケーションズ、1990年10月30日、ISBN 4-88658-234-6
- ロックマン1・2・3 公式ガイドブック - アスペクト、1999年10月28日、ISBN 4-7572-0588-0